# Jean Bosco Ntagungira
Jean Bosco Ntagungira (* 3. April 1964 in Kigali, Ruanda) ist ein ruandischer römisch-katholischer Geistlicher und Bischof von Butare.

## Leben
Jean Bosco Ntagungira besuchte das Kleine Seminar in Kigali und absolvierte später ein theologisches Propädeutikum am propädeutischen Seminar in Rutongo. Anschließend studierte er Philosophie und Katholische Theologie am Priesterseminar in Nyakibanda. Am 1. August 1993 empfing er das Sakrament der Priesterweihe für das Erzbistum Kigali.
Ntagungira war nach der Priesterweihe zunächst als Studienpräfekt am Kleinen Seminar Saint Vincent in Ndera tätig. 1994 wurde er für weiterführende Studien nach Rom entsandt, wo er 2001 an der Päpstlichen Lateranuniversität bei Vincenzo Buonomo mit der Arbeit Le Tribunal pénal international pour le Rwanda. La répression d’un génocide („Der Internationale Strafgerichtshof für Ruanda. Die Bestrafung eines Völkermords“) zum Doktor beider Rechte promoviert wurde. Nach der Rückkehr in seine Heimat fungierte Ntagungira von 2001 bis 2002 als Kanzler der Kurie des Erzbistums Kigali und als Präsident der Diözesankommission für die Missionsarbeit und die Ökumene sowie als Rektor des Kleinen Seminars Saint Vincent. Ab 2002 war er Offizial des interdiözesanen Kirchengerichts der Kirchenprovinz Kigali und ab 2019 zudem Pfarrer der Pfarrei Regina Pacis in Kigali.
Am 12. August 2024 ernannte ihn Papst Franziskus zum Bischof von Butare. Der Erzbischof von Kigali, Antoine Kardinal Kambanda, spendete ihm am 5. Oktober desselben Jahres vor der Kirche Notre-Dame de la Sagesse in Kigali die Bischofsweihe; Mitkonsekratoren waren der emeritierte Bischof von Butare, Philippe Rukamba, und der Bischof von Gikongoro, Célestin Hakizimana.